# Meszes
Meszes is een plaats (község) en gemeente in het Hongaarse comitaat Borsod-Abaúj-Zemplén. Meszes telt 218 inwoners (2001).